# Edifício das Cariátides
O edifício das Cariátides (em castelhano:  edificio de las Cariátides), conhecido anteriormente como Banco Espanhol do Rio da Prata (em espanhol: Banco Español del Río de la Plata), é uma edificação chanfrada situada em Madrid, Espanha, no número 49 da Rua de Alcalá, na esquina junto à Rua Barquillo. Foi construído sobre o terreno do antigo Palácio do Marquês de Casa-Irujo, próximo ao Palácio de Buenavista.
O nome do edifício é de origem popular, devido à presença das suas quatro cariátides clássicas (figuras femininas esculpidas), que estão localizadas em ambos os lados da entrada principal do edifício. A sucursal do Banco Espanhol do Rio da Prata comprou estes terrenos para construir a sua sede na esquina da Rua Barquillo com a de Alcalá. Os projetistas e diretores encarregados da obra em 1918, foram os arquitetos Antonio Palacios e Joaquín Otamendi. Posteriormente, o edifício foi ampliado e modificado. Por outro lado, o nome do edifício foi alterado de acordo com as mudanças dos proprietários, tendo sido a sede do Banco Espanhol do Rio da Prata, Banco Central, Banco Central Hispano e do Instituto de Crédito Oficial. O edifício de carácter monumental é de estilo arquitetónico eclético, neoclassicismo grego (neogrego). O edifício é a sede do Instituto Cervantes desde 2006.